# Священный синод Украинской православной церкви
Свяще́нный сино́д Украинской православной церкви (Московского патриархата) — согласно действующему уставу Украинской православной церкви , высший орган управления Украинской Православной Церкви  в период между Соборами епископов Украинской Православной Церкви.

## В настоящее время в Украинской православной церкви Московского патриархата
Синодальный орган при первоиерархе канонической Украинской православной церкви был организован после первого её учреждения как автономной Церкви в 1918 году. Затем свой Священный синод существовал в рамках Украинского экзархата, а с 1990 года — самоуправляемой Украинской православной церкви.
Ныне Священный синод Украинской православной церкви учреждает и упраздняет епархии в пределах Украины, духовные школы, избирает кандидатов на вдовствующие кафедры, благословляет открытие монастырей, обсуждает и решает все иные вопросы внутренней жизни Украинской православной церкви  в период между Архиерейскими соборами Украинской православной церкви.
В состав Священного Синода входят 12 архиереев: митрополит Киевский и всея Украины как председатель синода, восемь постоянных и трое временных членов.

1. Священный Синод Украинской Православной Церкви (далее — Священный Синод) является органом управления Украинской Православной Церкви в период между Соборами епископов Украинской Православной Церкви.
2. Священный Синод возглавляется Митрополитом Киевским и всей Украины (Местоблюстителем) и состоит из десяти, включая Митрополита Киевского и всея Украины, епархиальных архиереев — семи постоянных и трех временных членов. Временные члены Священного Синода вызываются на сессию поочередно каждые полгода.
3. Священный Синод созывается Митрополитом Киевским и всей Украины (Местоблюстителем) по мере необходимости, но не реже четырёх раз в год, и подотчетен Собору епископов.
4. Священный Синод учреждает или ликвидирует епархии и изменяет их границы с последующим принятием Собором епископов Украинской Православной Церкви.
5. Священный Синод избирает и поставляет епархиальных и викарных архиереев, в случае необходимости переводит их на другую кафедру, а также почисляе за штат и увольняет на покой.
6. В период между Соборами Украинской Православной Церкви и соборы епископов принимает Устав Киевской Митрополии Украинской Православной Церкви, а также вносит в него дополнения и изменения.— Гл. IV. пп. 1—6

### Состав Священного Синода в настоящее время

#### Председатель
- Онуфрий (Березовский), Митрополит Киевский и всея Украины

#### Постоянные члены (на 20 марта 2023 года)[1][2]
1. Агафангел (Саввин), митрополит Одесский и Измаильский
2. Марк (Петровцы), митрополит Хустский и Виноградовский
3. Сергий (Генсицкий), митрополит Тернопольский и Кременецкий
4. Феодор (Гаюн), митрополит Каменец-Подольский и Городокский, председатель Церковного суда УПЦ
5. Павел (Лебедь), митрополит Вышгородский и Чернобыльский, викарий Киевской митрополии
6. Мелетий (Егоренко), митрополит Черновицкий и Буковинский, председатель ОВЦС УПЦ
7. Антоний (Паканич), митрополит Бориспольский и Броварский, управляющий делами УПЦ
8. Климент (Вечеря), митрополит Нежинский и Прилукский, председатель Синодального информационно-просветительского отдела и Учебного комитета Украинской православной церкви[3].

### Временные члены
1. Иоанн (Сиопко), митрополит Херсонский и Таврический
2. Пантелеимон (Луговой), митрополит Уманский и Звенигородский
3. Николай (Почтовый), митрополит Кировоградский и Новомиргородский

### Синодальные учреждения и комиссии
Священному Синоду подотчётны следующие синодальные учреждения:
- издательский отдел Украинской православной церкви — председатель: протоиерей Владимир Савельев;
- богословско-каноническая комиссия при Священном синоде УПЦ — председатель: митрополит Белоцерковский и Богуславский Августин (Маркевич);
- отдел религиозного образования, катехизации и миссионерства УПЦ — председатель: митрополит Полтавский и Миргородский Филипп (Осадченко);
- Синодальный информационно-просветительский отдел УПЦ — председатель: митрополит Нежинский и Прилукский Климент (Вечеря);
- комиссия по делам монастырей УПЦ — председатель: митрополит Вышгородский и Чернобыльский Павел (Лебедь), наместник Киево-Печерской лавры;
- комиссия по канонизации святых УПЦ — председатель: митрополит Херсонский и Таврический Иоанн (Сиопко);
- литургико-богослужебная комиссия УПЦ — председатель: митрополит Новокаховский и Генический Филарет (Зверев);
- отдел «Миссия Церковь и культура» — председатель: игуменья Серафима (Шевчик);
- отдел «Миссия духовного просветительства»;
- отдел по делам медицины УПЦ — председатель: митрополит Львовский и Галицкий Филарет (Кучеров);
- Синодальный отдел по делам семьи — председатель: митрополит Ровеньковский и Свердловский Пантелеимон (Поворознюк);
- отдел внешних церковных связей УПЦ — председатель: митрополит Черновицкий и Буковинский Мелетий (Егоренко);
- отдел по архитектуре, строительству и охране памятников церковного зодчества при Священном синоде УПЦ — председатель: протоиерей Виталий Косовский;
- отдел по взаимодействию с Вооружёнными силами и другими воинскими формированиями Украины — председатель: митрополит Белоцерковский и Богуславский Августин (Маркевич);
- представительство УПЦ в Верховной раде Украины — председатель: протоиерей Василий Русинка;
- отдел по делам пастырской опеки пенитенциарной системы — председатель: протоиерей Виктор Яценко;
- отдел по делам молодёжи при Священном синоде УПЦ — председатель: архиепископ Обуховский Иона (Черепанов);
- пресс-служба Украинской православной церкви;
- управление делами Украинской православной церкви — управляющий делами УПЦ митрополит Бориспольский и Броварский Антоний (Паканич);
- учебный комитет при Священном синоде УПЦ — председатель: митрополит Нежинский и Прилукский Климент (Вечеря);
- отдел по делам пастырской опеки казачества Украины и духовно-физического воспитания молодёжи — председатель: митрополит Запорожский и Мелитопольский Лука (Коваленко);
- Синодальный отдел УПЦ по социально-гуманитарным вопросам — председатель: протоиерей Владислав Диханов;
- информационно-издательский центр Украинской православной церкви;
- церковный суд УПЦ — председатель: митрополит Каменец-Подольский и Городокский Феодор (Гаюн);
- юридический отдел УПЦ — председатель: протоиерей Александр Бахов;